# Бойкін (округ Кершо, Південна Кароліна)
Бойкін (англ. Boykin) — переписна місцевість (CDP) в США, в окрузі Кершо штату Південна Кароліна. Населення — 88 осіб (2020).

## Географія
Бойкін розташований за координатами 34°7′14″ пн. ш. 80°35′4″ зх. д. / 34.12056° пн. ш. 80.58444° зх. д. (34.120509, -80.584438).  За даними Бюро перепису населення США в 2010 році переписна місцевість мала площу 18,31 км², з яких 17,82 км² — суходіл та 0,49 км² — водойми.

## Демографія
Згідно з переписом 2010 року, у переписній місцевості мешкало 100 осіб у 35 домогосподарствах у складі 30 родин. Густота населення становила 5 осіб/км².  Було 41 помешкання (2/км²).
Расовий склад населення:
| - 80,0 % — білих - 6,0 % — чорних або афроамериканців - 10,0 % — осіб інших рас |

До двох чи більше рас належало 4,0 %. Частка іспаномовних становила 16,0 % від усіх жителів.
За віковим діапазоном населення розподілялося таким чином: 27,0 % — особи молодші 18 років, 65,0 % — особи у віці 18—64 років, 8,0 % — особи у віці 65 років та старші. Медіана віку мешканця становила 36,8 року. На 100 осіб жіночої статі у переписній місцевості припадало 81,8 чоловіків;  на 100 жінок у віці від 18 років та старших — 97,3 чоловіків також старших 18 років.
Середній дохід на одне домашнє господарство  становив 90 859 доларів США (медіана — 92 102), а середній дохід на одну сім'ю — 98 670 доларів (медіана — 97 500). 
Цивільне працевлаштоване населення становило 95 осіб. Основні галузі зайнятості: сільське господарство, лісництво, риболовля — 33,7 %, виробництво — 23,2 %, фінанси, страхування та нерухомість — 22,1 %.